# Ectopatria horologa
Ectopatria horologa är en fjärilsart som beskrevs av Edward Meyrick 1897. Ectopatria horologa ingår i släktet Ectopatria och familjen nattflyn. Inga underarter finns listade i Catalogue of Life.